# مگ وایت
مِگ مارتا وایت (به انگلیسی: Meg Martha White) (زاده‌ی ۱۰ دسامبر ۱۹۷۴ در دیترویت) درامر و خواننده (بک وکال) گروه راکِ آمریکایی وایت استرایپس است.
در سال‌های آغازینِ دهه ۹۰ مگ به عنوان متصدی یک بار، در حومه‌ی دیترویت مشغول به‌کار شد و اولین بار در همان مکان با جک وایت خواننده و گیتاریست وایت استرایپس، ملاقات کرد. آنها در ۲۱ سپتامبر ۱۹۹۶ با هم ازدواج کردند و تقریباً یک سال بعد، وایت استرایپس را بنیان گذاشتند. ازدواج آنها در سال ۲۰۰۰ و قبل از اینکه به شهرت بین‌المللی برسند به جدایی انجامید اما همکاری آنها در وایت استرایپس تا فوریهٔ ۲۰۱۱ که رسماً انحلال گروه را اعلام کردند ادامه داشت.